# MX-1600
O MX1600 foi um computador doméstico de 8 bits produzido no Brasil pela Dynacom em 1985, durante o período da Reserva de Mercado e baseado no TRS-80 Color Computer (também chamado de "CoCo", contração de "Color Computer") da Tandy/Radio Shack americana, o qual foi o primeiro computador da Tandy a gerar imagens gráficas em cores a um baixo custo de produção.

## Características
- Microprocessador Motorola MC6809E, de 890 KHz a 1,8 MHz

- Memória:
  - ROM: 20 KBytes (contendo o "Extended Color BASIC" ou "ECB")
  - RAM: 64 KBytes

- Teclado: 
  - Modelo 2: "profissional" com 59 teclas, incorporado ao gabinete

- Display: Microprocessador Motorola MC6847, 9 cores
  - Modo texto (com 32 x 16 caracteres)
  - Gráficos de baixa resolução (com 64 x 32 pixels)
  - Gráficos de média e alta resolução (podendo chegar aos 256 x 192 pixels, 2 cores por pixel, totalizando 49.152 pontos)

- Suporte à impressora serial, joysticks analógicos e gravador de fita cassete

- Porta de expansão (onde era possível conectar cartuchos com programas, jogos etc)

- Outras Portas:
  - 1 saída para TV colorida PAL-M, canais 3 ou 4 VHF
  - 1 porta serial RS-232C
  - 2 portas para joysticks analógicos ou digitais
  - 1 porta para monitor RGB
  - 1 porta para gravador cassete

- Armazenamento Magnético:
  - Gravador cassete em 1500 bauds, com controle remoto do motor

## Histórico
Lançado em agosto de 1985, pela Dynacom, tradicional fabricante de videogames no Brasil (Dynavision, entre outros), o MX1600 pretendia concorrer com outros microcomputadores de 8 bits, como o Apple II, aproveitando-se do sucesso da linha TRS-80 Color no mercado mundial (representados então pelos Estados Unidos, com o Tandy TRS-80 Color Computer e Inglaterra, com o Dragondata Dragon 32) e nacional, espelhando-se aqui nos excelentes resultados de vendas do CP400 produzido pela Prológica. 
No entanto, as vendas do MX1600 ficaram bem abaixo do esperado e logo em 1986 a linha de produção foi desativada. Com efeito, embora tivesse planos para lançar um micro padrão MSX, o "desastre comercial" do MX1600 levou a Dynacom a repensar os projetos de microcomputadores baseados em processadores de 8 bits, decidindo migrar diretamente para a linha PC/XT/AT/386.
Visando facilitar a conquista do mercado, o MX1600 tinha como diferencial vir de fábrica acompanhado de duas fitas cassete contendo mais de cem jogos, aplicativos e utilitários, enquanto que o seu maior adversário - o CP400, trazia uma fita cassete contendo tão somente oito programas.

## Portas
A entrada para cartuchos no MX1600 ficava no canto superior direito do gabinete. Em razão disso, o cartucho era conectado na vertical, de forma semelhante com os videogames daquela época. No entanto, apenas cartuchos fabricados ou licenciados pela Dynacom podiam ser conectados ao MX1600, tendo em vista o seu formato físico ser diferente dos demais micros compatíveis com a linha, problema esse que também ocorria com o Prológica CP400.
A Dynacom também tomou a iniciativa de alterar todos os conectores de entrada/saída de seu MX1600, preferindo fazer uso de conectores mais tradicionais naquela época no Brasil e deixando de lado os conectores padrão DIN usados pelos demais computadores compatíveis com a linha TRS-80 Color Computer. Com efeito, embora fugisse do padrão adotado pela linha, facilitava a conexão de acessórios, em especial os joysticks, já há muito tempo fabricados pela empresa para seus consoles de videogame. 